# Pygmodeon andreae
Pygmodeon andreae es una especie de escarabajo longicornio del género Pygmodeon, tribu Neoibidionini, subfamilia Cerambycinae. Fue descrita científicamente por Germar en 1823.
La especie se mantiene activa durante los meses de enero, febrero, marzo, abril, junio, julio, septiembre, octubre, noviembre y diciembre.

## Descripción
Mide 11,6-17 milímetros de longitud.

## Distribución
Se distribuye por Brasil.